# Tithraustes haemon
Tithraustes haemon är en fjärilsart som beskrevs av Druce 1885. Tithraustes haemon ingår i släktet Tithraustes och familjen tandspinnare. Inga underarter finns listade i Catalogue of Life.